# Miliwci
Miliwci (ukr. Мілівці) – wieś na Ukrainie, w obwodzie chmielnickim, w rejonie kamienieckim, w hromadzie Żwaniec, nad Zbruczem. W 2001 roku liczyła 408 mieszkańców.